# Teniszütő-tétel

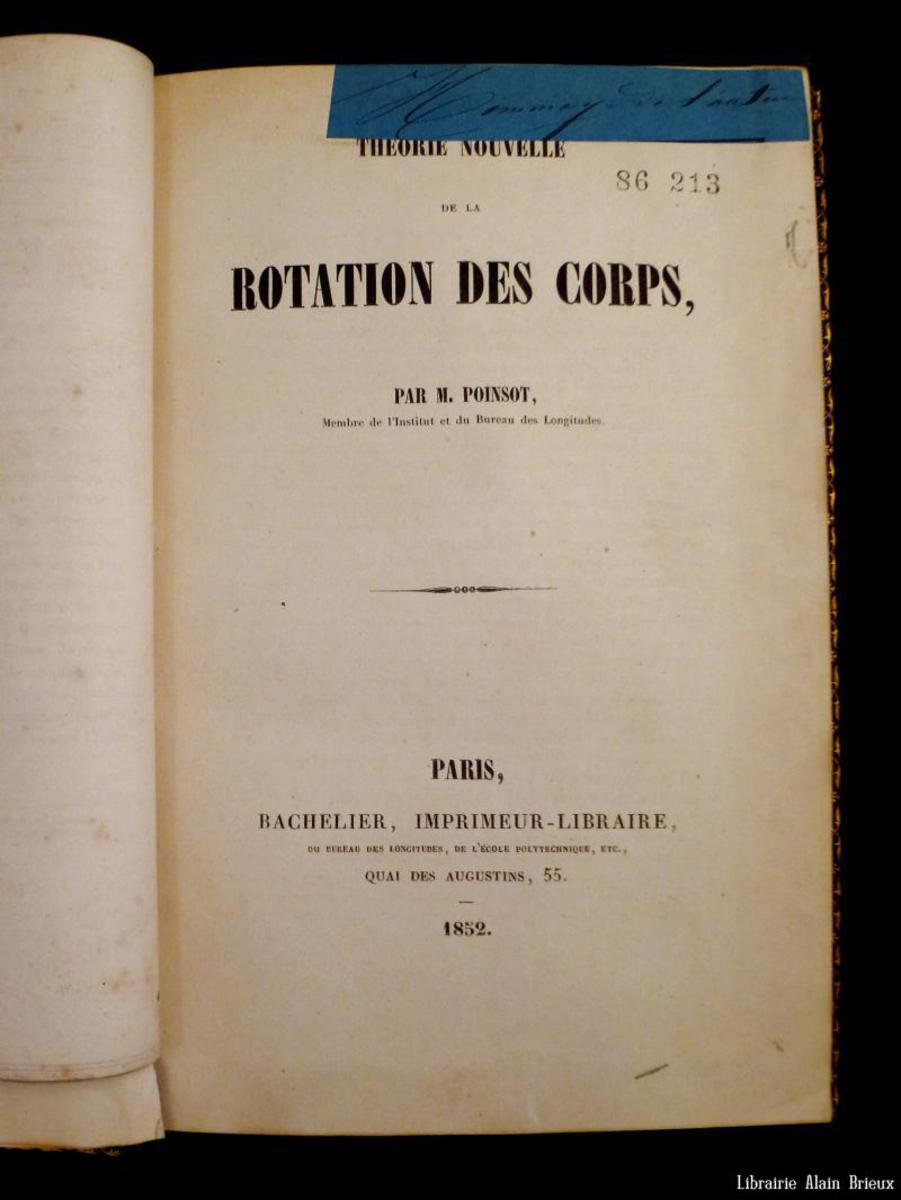
A "Théorie Nouvelle de la Rotation des Corps" címlapja, 1852-es nyomtatás

A teniszütő fő tengelyei

A teniszütő-tétel  a  klasszikus mechanika egy tétele, amely egy három különböző fő tehetetlenségi nyomatékkal rendelkező merev test mozgására vonatkozik. Dzsanyibekov-effektusnak is nevezik Vlagyimir Dzsanibekov orosz űrhajós után, aki 1985-ben az űrben tartózkodva észrevette a tétel egyik logikai következményét, bár a hatás már legalább 150 évvel korábban is ismert volt.
A tétel állítása a következő: egy objektum forgása az első és a harmadik fő tengelye körül stabil, míg a második fő tengelye (vagy a köztes tengely) körül nem.
Ez a következő kísérlettel bizonyítható: fogjuk a teniszütőt a nyelénél úgy, hogy az arccal lefelé nézzen, és dobjuk úgy a levegőbe, hogy teljes forgást hajtson végre a nyélre merőleges vízszintes tengely körül, majd kapjuk el újra a nyelénél. Szinte minden esetben a dobás során a teniszütő egy fél elfordulást is elvégez, így a teniszütő másik oldala van már fent. Míg ezzel szemben ha az ütőt a nyéllel megegyező irányú és az ütő arcára merőleges főtengelye körül forgatva dobjuk el, nem történik kísérő félfordulás.  
A kísérlet bármely olyan tárggyal elvégezhető, amelynek három különböző tehetetlenségi nyomatéka van, például könyvvel, távirányítóval vagy okostelefonnal. A hatás akkor jelentkezik, amikor a forgástengely csak kis mértékben tér el a tárgy második fő tengelyétől; a légellenállás vagy a gravitáció nem szükséges.

## Elmélet

A közbenső tengely instabilitásának vizualizálása. A perdület négyzete (barna ellipszoid) és a mozgási energia (kék ellipszoid) egyaránt megmaradó mennyiségek. Ennek eredményeként a szögsebességvektor két ellipszoid metszésvonalán marad. A metszésvonal a legkisebb és legnagyobb tehetetlenségi tengely közelében marad, míg középső tengelytől távolodik.

A teniszütő-elmélet kvalitatív módon elemezhető Euler egyenleteinek segítségével. Nyomatékmentes körülmények között a következő képpen írható fel:
{\displaystyle {\begin{aligned}I_{1}{\dot {\omega }}_{1}&=(I_{2}-I_{3})\omega _{2}\omega _{3}~~~~~~~~~~~~~~~~~~~~{\text{(1)}}\\I_{2}{\dot {\omega }}_{2}&=(I_{3}-I_{1})\omega _{3}\omega _{1}~~~~~~~~~~~~~~~~~~~~{\text{(2)}}\\I_{3}{\dot {\omega }}_{3}&=(I_{1}-I_{2})\omega _{1}\omega _{2}~~~~~~~~~~~~~~~~~~~~{\text{(3)}}\end{aligned}}}
Itt {\displaystyle I_{1},I_{2}} és {\displaystyle I_{3}}-al a tárgy fő tehetetlenségi nyomatékjait jelöljük, és feltételezzük, hogy {\displaystyle I_{1}>I_{2}>I_{3}} . A tárgy három fő tengelye körüli szögsebességét {\displaystyle \omega _{1},\omega _{2}} és {\displaystyle \omega _{3}}-al,míg idő szerinti deriváltjaikat pedig {\displaystyle {\dot {\omega }}_{1},{\dot {\omega }}_{2}} és {\displaystyle {\dot {\omega }}_{3}}-al jelöljük .

### Stabil forgás az első és a harmadik főtengely körül
Képzeljük el azt a helyzetet, amikor egy tárgy a tengelye körül forog {\displaystyle I_{1}} tehetetlenségi nyomatékkal. Az egyensúly természetének meghatározásához vegyünk fel kis kezdeti szögsebességeket a másik két tengely mentén. Ennek eredményeként az (1) egyenlet szerint {\displaystyle ~{\dot {\omega }}_{1}} nagyon kicsi. Ezért az {\displaystyle ~\omega _{1}} idő függősége elhanyagolható.
Most rendezzük úgy át a (2) egyenletet, hogy {\displaystyle {\dot {\omega }}_{3}}-t behelyettesítjük a (3) egyenletből,
{\displaystyle {\begin{aligned}I_{2}I_{3}{\ddot {\omega }}_{2}&=(I_{3}-I_{1})(I_{1}-I_{2})(\omega _{1})^{2}\omega _{2}\\{\text{i.e. }}~~~~{\ddot {\omega }}_{2}&={\text{(negatív mennyiség)}}\cdot \omega _{2}\end{aligned}}}
mivel {\displaystyle I_{1}-I_{2}>0} és {\displaystyle I_{3}-I_{1}<0} .
Vegyük figyelembe, hogy {\displaystyle \omega _{2}} szögsebesség és második deriváltja ellentétes előjelű, ezért a tengely körüli forgás stabil az objektum számára (lásd: harmonikus rezgőmozgás differenciálegyenlete).
Hasonlóan képpen a  {\displaystyle I_{3}} tehetetlenségi nyomatékkal rendelkező tengely szintén stabil.

### A második főtengely körüli instabil forgás
Most alkalmazzuk ugyanazt az egyenlet levezetést az  {\displaystyle I_{2}} tehetetlenségi nyomatékkal rendelkező tengelyre. Ezúttal a {\displaystyle {\dot {\omega }}_{2}} nagyon kicsi. Ezért az {\displaystyle ~\omega _{2}} idő függősége hanyagolható el.
Most rendezzük úgy át az (1) egyenletet, hogy az {\displaystyle {\dot {\omega }}_{3}}-at behelyettesítjük a (3) egyenletből,
{\displaystyle {\begin{aligned}I_{1}I_{3}{\ddot {\omega }}_{1}&=(I_{2}-I_{3})(I_{1}-I_{2})(\omega _{2})^{2}\omega _{1}\\{\text{i.e.}}~~~~{\ddot {\omega }}_{1}&={\text{(pozitív mennyiség)}}\cdot \omega _{1}\end{aligned}}}
Vegyük figyelembe, hogy {\displaystyle \omega _{1}} és második deriváltja azonos előjelű (és ezért {\displaystyle \omega _{1}} bármilyen kis kezdeti érték esetén  abszolút értékben növekedni fog), ezért a második tengely körüli forgatás instabil. Ezért még egy apró zavar is egy másik tengely mentén képes megfordítani a tárgyat.

## Fordítás
- Ez a szócikk részben vagy egészben  a   Tennis racket theorem című angol Wikipédia-szócikk ezen változatának fordításán alapul.  Az eredeti cikk szerkesztőit annak laptörténete sorolja fel. Ez a jelzés csupán a megfogalmazás eredetét és a szerzői jogokat jelzi, nem szolgál a cikkben szereplő információk forrásmegjelöléseként.